# Psittiparus ruficeps
El picoloro cabecirrufo  (Psittiparus ruficeps) es una especie de ave paseriforme de la familia Sylviidae que vive en el noreste del subcontinente indio. Anteriormente se consideraba conespecífico del picoloro de Baker.

## Descripción
El picoloro cabecirrufo mide alrededor de 18 cm de largo. El plumaje de sus partes superiores es de color marrón claro, con la cabeza de color castaño rojizo, salvo la garganta que es blanca como el resto de sus partes inferiores. Presenta un anillo azulado desnudo alrededor de sus ojos negros. Su pico es corto y robusto, con la mandíbula superior grisácea curvada hacia abajo y la inferior más clara.

## Distribución y hábitat
Se distribuye por el Himalaya oriental. Se encuentra en Bután, el este de Nepal, el noreste de la India (norte de Assam) y el suroeste de China (noroeste de Yunnan y sureste de Tíbet). Su hábitat natural son los cañaverales y las zonas matorral y bambú hasta los 1800 metros de altitud.